# 131 a.C.
Il 131 a.C. (CXXXI a.C. in numeri romani) è un anno  del II secolo a.C.

## Eventi
- Lucio Valerio Flacco, Publio Licinio Crasso Dive Muciano diventano consoli della Repubblica romana.
- Viene costruita la via Annia (da Adria ad Aquileia) quale prolungamento della contemporanea via Popilia (da Rimini ad Adria). Queste due costruzioni formano una strada di arroccamento.